# Pumiliopareia pricei
Pumiliopareia pricei è un rettile estinto, appartenente ai pareiasauri. Visse nel Permiano superiore (circa 257 - 255 milioni di anni fa) e i suoi resti fossili sono stati ritrovati in Sudafrica.

## Descrizione
Questo animale era piuttosto piccolo, soprattutto se in relazione agli altri pareiasauri, ed è considerato il più piccolo pareiasauro noto: l'animale intero era lungo circa 50 centimetri e il cranio era lungo 12 centimetri. Pumiliopareia era caratterizzato da una scatola cranica e da ossa delle guance completamente ricoperte da bitorzoli conici vicini l'uno all'altro, da orbite perfettamente rotonde e dalla presenza di 9 denti in ogni ramo mascellare e di 7 denti in ogni ramo mandibolare. Un'altra caratteristica peculiare di Pumiliopareia era data dalla presenza di costole molto larghe, sostanzialmente contigue l'una all'altra, in modo tale che gli spazi intercostali fossero pressoché inesistenti. 

## Classificazione
I primi fossili di questo animale, rinvenuti in Sudafrica in terreni del Permiano superiore, vennero descritti nel 1948 da Broom e Robinson come una nuova specie del pareiasauro Nanoparia (N. pricei). Successivamente, nel 1997, Lee ritenne opportuno istituire il genere Pumiliopareia per questa specie. 
Pumiliopareia e Nanoparia, insieme ad Anthodon, fanno parte di un clade di pareiasauri di piccole dimensioni e dalle caratteristiche specializzate noto come Pumiliopareiasauria. In particolare, Pumiliopareia è stato accostato all'origine delle tartarughe a causa delle costole espanse (simili a quelle degli antenati delle tartarughe), ma studi più recenti dimostrerebbero che le tartarughe non siano pararettili, bensì rettili diapsidi.